# Листовое (Крым)
Листово́е (до 1945 года Во́йо-Но́ва; укр. Листове, крымскотат. Voyo Nova, Войо Нова, эсп. Vojo Nova) — село в Сакском районе Республики Крым, в составе Митяевского сельского поселения (согласно административно-территориальному делению Украины — Митяевского сельсовета Автономной Республики Крым).

## Население
| 2001 | 2014 |
| ---- | ---- |
| 394  | ↘301 |

Всеукраинская перепись 2001 года показала следующее распределение по носителям языка
| Язык             | Процент |
| ---------------- | ------- |
| русский          | 49.24   |
| крымскотатарский | 31.73   |
| украинский       | 18.53   |

### Динамика численности
- 1900 год — 17 чел.[11]
- 1926 год — 59 чел.[12]
- 1989 год — 375 чел.[13]
- 2001 год — 394 чел.[14]
- 2009 год — 345 чел.[15]
- 2014 год — 301 чел.[16]

## Современное состояние
На 2016 год в Листовом числится 6 улиц и 3 переулка; на 2009 год, по данным сельсовета, село занимало площадь 73 гектара, на которой в 129 дворах числилось 345 жителей. В селе действуют сельский клуб, библиотека и церковь святителей Алексия, Ионы, Филиппа и Ермогена Московских, Листовое связано автобусным сообщением с Саками.

## География
Листовое — село в центре района, в степном Крыму, на стыке балок Листовская и Любимовка, впадающих с востока в озеро Сасык, высота центра села над уровнем моря — 17 м. Соседние сёла: практически примыкающие с запада Журавли и Долинка — в 1,3 км на юг. Расстояние до райцентра — около 21 километра (по шоссе), там же ближайшая железнодорожная станция Саки (на линии Остряково — Евпатория). Транспортное сообщение осуществляется по региональной автодороге 35Н-461Листовое — Журавли (по украинской классификации — С-0-11213).

## История
Впервые в доступных источниках хутор Узгул встречается на верстовой карте 1890 года, а, по «…Памятной книжке Таврической губернии на 1900 год», хутор Озгул, с 17 жителями в 2 дворах, числился в составе Сакской волости Евпаторийского уезда. По Статистическому справочнику Таврической губернии. Ч.II-я. Статистический очерк, выпуск пятый Евпаторийский уезд, 1915 год, в экономии Озгул Сакской волости Евпаторийского уезда числился 1 двор с русскими жителями в количестве 8 человек приписного населения и 16 — «постороннего».
После установления в Крыму Советской власти, по постановлению Крымревкома от 8 января 1921 года № 206 «Об изменении административных границ» была упразднена волостная система и село вошло в состав Евпаторийского района Евпаторийского уезда, а в 1922 году уезды получили название округов. 11 октября 1923 года, согласно постановлению ВЦИК, в административное деление Крымской АССР были внесены изменения, в результате которых округа были отменены и произошло укрупнение районов — территорию округа включили в Евпаторийский район. Согласно Списку населённых пунктов Крымской АССР по Всесоюзной переписи 17 декабря 1926 года, в совхозе Озгул, Айдаргазского сельсовета Евпаторийского района, числилось 13 дворов, из них 12 крестьянских, население составляло 59 человек, из них 48 украинцев, 4 белоруса, 2 русских, 2 немца, 3 записаны в графе «прочие».
Коммуна Войо-Нова (Vojo Nova — «Новый Путь» на языке эсперанто) была основана в 1928 году 25 еврейскими семьями, прибывшими из Палестины строить новую жизнь. В 1933 году коммуна Войо-Нова была превращена в колхоз им. Войкова, при этом, одновременно рядом продолжало существовать село Узгул. После образования в 1935 году Сакского района село включили в его состав, видимо, тогда же был образован сельсовет. Вскоре после начала отечественной войны часть еврейского населения Крыма была эвакуирована, из оставшихся под оккупацией большинство расстреляны.
После освобождения Крыма от фашистов, 12 августа 1944 года было принято постановление № ГОКО-6372с «О переселении колхозников в районы Крыма», по которому в район из Курской и Тамбовской областей РСФСР в район переселялись 8100 колхозников, а в начале 1950-х годов последовала вторая волна переселенцев из различных областей Украины. Указом Президиума Верховного Совета РСФСР от 21 августа 1945 года Войно-Ново переименовали в Листовое и, соответственно, Войно-Новский сельсовет — в Листовский. С 25 июня 1946 года Листовое в составе Крымской области РСФСР, а 26 апреля 1954 года Крымская область была передана из состава РСФСР в состав УССР. Время упразднения сельсовета пока не установлено: на 15 июня 1960 года село уже числилось в составе Охотниковского. Указом Президиума Верховного Совета УССР «Об укрупнении сельских районов Крымской области», от 30 декабря 1962 года село присоединили к Евпаторийскому району. На 1968 год село уже числилось в составе Митяевского сельсовета. 1 января 1965 года, указом Президиума ВС УССР «О внесении изменений в административное районирование УССР — по Крымской области», Евпаторийский район был упразднён и село включили в состав Сакского (по другим данным — 11 февраля 1963 года). По данным переписи 1989 года в селе проживало 375 человек. С 12 февраля 1991 года село в восстановленной Крымской АССР, 26 февраля 1992 года переименованной в Автономную Республику Крым. С 21 марта 2014 года в составе Крыма аннексировано Россией.